# 大田女子高生自殺事件
大田女子高生自殺事件(テジョンじょしこうせいじさつじけん)は、2011年12月2日14時30分頃、大韓民国大田広域市西区にある大田屯山女子高校(朝鮮語：대전둔산여자고등학교)の1年生がいじめを苦に自宅マンションの14階から飛び降り自殺した事件である。

## 事件の概要
普段から争いがあり仲の良くなかった友人（以下、加害生徒）が他の生徒たちを巻き込んで9月から女生徒をいじめさせ、それによって学校生活が苦痛になった生徒は担任教師に相談したが、友達同士の問題には介入しないという回答を受けた。その後で、いじめを担任の先生に告げ口したという理由でいじめグループに報復の暴行を受けた。
自殺現場の14階では"もうすぐ天国の世界へ"など学校生活が悲惨だったと思われる文が書かれたメモ用紙とバッグ、本、靴が発見された。被害生徒は翌12月3日の朝にアパートの出入口の屋根で死んでいるところを住民により発見された。

## 個人情報流出
女生徒をいじめた加害者4人と担任教師の名前や携帯電話番号が調べられてDCインサイドで流布された。生徒の母親は「私たちが望むのはこのような不祥事が2度と起こらないことで、加害者の個人情報を晒すことはしないでほしい」という反応を見せた。

## 社会的影響
- アパートのエレベーターの監視カメラで生徒が自殺する直前に何度も迷っている姿がニュース、インターネットなどのマスメディアで放送された[要出典][1]。
- 生徒のサイワールドのページは無くならずに残っており、ネチズンたちの哀悼の意が続いている[要出典]。
- 現在、サイワールドとネイバーに生徒の追悼ページ開設されてネチズンたちの哀悼が続いている[要出典]。

- 自殺事件とは無関係にもかかわらず、大田地域で育児休暇中の同姓同名の小学校教師の写真が「自殺するのを放置した担任教師」として紹介されて拡散された。また、「加害者生徒の個人情報一覧」というのがネットに作成されたが、内容の一部は自殺した生徒と無関係の生徒の連絡先やURLで、自殺した生徒と同じクラスでもないのに1日に1100件の誹謗中傷メッセージを受け取った生徒もいた。学校側は、ネット上で11人の生徒の個人情報が公開されたため、警察に捜査を依頼するとした[2]。

## 後追い自殺
2012年1月16日に、自殺した生徒Sと同じクラスの友達Pが、マンション14階から投身自殺した。Sの家族が「Sの自殺はいじめが原因」として学生10人余りの再調査を要求したため、Pは学級委員長で生徒の代表として学校と警察で5回にわたって事情を聞かれており、友人のSを守ることができなかったと悩んでいた。Pの遺書は見つからなかった。なお、学校関係者によれば、再調査をした生徒らがSをいじめた事実は確認できなかった。